# Танки етернет
Танки етернет (енгл. Thin Ethernet) или систем 10Base2 је једна од првих варијанти етернета, развијен 1985-те године. Танки етернет је имао новији систем каблирања, користио је тањи коаксијални кабл који се могао лакше савијати, а станице су се на њега, уместо помоћу убодних рачви, везивале помоћу стандардизованих BNC конектора који формирају пасивне T спојеве. Ови конектори су се лакше користили, а и били су поузданији. Електронске компоненте примопредајника налазе се на картици контролера у самом рачунару. Танки етернет је био јефтинији и могао је лакше да се инсталира, али сегменти кабла су могли да буду дугачки само 185m и да подрже највише 30 рачунара на њему.
Неке особине:
- Максимална дужина спојног сегмента је 185 m, користе се ваљкасти BNC конектори.
- Чворови на спољни кабл се везују помоћу  конектора који се прикључује на мрежну картицу.
- На кабл се може, помоћу  конектора, прикључити највише 30 чворова.
- Сваки спојни сегмент мора да буде завршен на једном и уземљен на другом крају.
- За повезивање два сегмента користе се репетитори.
- Спољни сегмент мреже може да има највише 5 сегмената, укупне дужине 924 m.
- Могуће је имати највише 90 корисника при чему је потребно имати 8 репетитора.